# Futbol'nyj Klub Amkar Perm' 2016-2017
Questa voce raccoglie le informazioni riguardanti l'Amkar Perm nelle competizioni ufficiali della stagione 2016-2017.

## Stagione
In Prem'er-Liga la squadra terminò al decimo posto.
In Coppa superò ai Sedicesimi di finale il Volga Ul'janovsk in trasferta ai rigori, ma agli ottavi fu sconfitto in casa dall'Ural.

## Rosa
| N. |                        | Ruolo | Calciatore           |
| -- | ---------------------- | ----- | -------------------- |
| 2  | Serbia (bandiera)      | D     | Aleksandar Miljković |
| 3  | Bulgaria (bandiera)    | D     | Petăr Zanev          |
| 4  | Russia (bandiera)      | D     | Nikolay Zajtsev      |
| 5  | Polonia (bandiera)     | C     | Janusz Gol           |
| 6  | Guinea (bandiera)      | D     | Sékou Condé          |
| 7  | Ucraina (bandiera)     | A     | Anton Šynder         |
| 8  | Nigeria (bandiera)     | C     | Fegor Ogude          |
| 9  | Austria (bandiera)     | A     | Darko Bodul          |
| 10 | Russia (bandiera)      | C     | Alikhan Shavaev      |
| 11 | Norvegia (bandiera)    | C     | Chuma Anene          |
| 13 | Russia (bandiera)      | C     | Roland Gigolaev      |
| 15 | Russia (bandiera)      | P     | Dmitri Khomich       |
| 16 | Bielorussia (bandiera) | C     | Sjarhej Balanovič    |

| N. |                    | Ruolo | Calciatore          |
| -- | ------------------ | ----- | ------------------- |
| 17 | Russia (bandiera)  | A     | Aleksey Gasilin     |
| 19 | Russia (bandiera)  | D     | Brian Idowu         |
| 20 | Russia (bandiera)  | C     | Pavel Komolov       |
| 23 | Russia (bandiera)  | D     | Ivan Čerenčikov     |
| 25 | Russia (bandiera)  | C     | David Khurtsidze    |
| 27 | Russia (bandiera)  | C     | Michail Kostjukov   |
| 28 | Russia (bandiera)  | A     | Stanislav Prokofjev |
| 33 | Serbia (bandiera)  | C     | Branko Jovičić      |
| 77 | Russia (bandiera)  | A     | Aleksandr Salugin   |
| 95 | Russia (bandiera)  | P     | Denis Vambolt       |
| 98 | Russia (bandiera)  | P     | Aleksandr Budakov   |
| 99 | Ucraina (bandiera) | C     | Oleg Mishchenko     |

## Risultati

### Campionato
| Kazan' 1 agosto 2016 1ª giornata | Rubin | 0 – 0 referto | Amkar Perm' | Stadio Centrale di Kazan' |

| Perm' 7 agosto 2016 2ª giornata | Amkar Perm' | 2 – 0 referto | Anži | Stadio Zvezda |

| Orenburg 15 agosto 2016 3ª giornata | Gazovik Orenburg | 0 – 0 referto | Amkar Perm' | Stadio Gazovik |

| Perm' 21 agosto 2016 4ª giornata | Amkar Perm' | 1 – 0 referto | Ural | Stadio Zvezda |

| San Pietroburgo 27 agosto 2016 5ª giornata | Zenit San Pietroburgo | 3 – 0 referto | Amkar Perm' | Stadio Petrovskij |

| Perm' 10 settembre 2016 6ª giornata | Amkar Perm' | 1 – 0 referto | Tom' Tomsk | Stadio Zvezda |

| Groznyj 17 settembre 2016 7ª giornata | Terek Groznyj | 1 – 3 referto | Amkar Perm' | Achmat-Arena |

| Perm' 26 settembre 2016 8ª giornata | Amkar Perm' | 0 – 0 referto | Kryl'ja Sovetov Samara | Stadio Zvezda |

| Ufa 2 ottobre 2016 9ª giornata | Ufa | 1 – 1 referto | Amkar Perm' | Neftyanik Stadium |

| Perm' 15 ottobre 2016 10ª giornata | Amkar Perm' | 0 – 0 referto | Lokomotiv Mosca | Stadio Zvezda |

| Krasnodar 23 ottobre 2016 11ª giornata | Krasnodar | 1 – 0 referto | Amkar Perm' | Stadio FC Krasnodar |

| Perm' 29 ottobre 2016 12ª giornata | Amkar Perm' | 1 – 0 referto | Rostov | Stadio Zvezda |

| Mosca 6 novembre 2016 13ª giornata | CSKA Mosca | 2 – 2 referto | Amkar Perm' | Arena CKSA |

| Mosca 20 novembre 2016 14ª giornata | Spartak Mosca | 1 – 0 referto | Amkar Perm' | Otkrytie Arena |

| Perm' 26 novembre 2016 15ª giornata | Amkar Perm' | 1 – 0 referto | Arsenal Tula | Stadio Zvezda |

| Kaspijsk 1 dicembre 2016 16ª giornata | Anži | 3 – 1 referto | Amkar Perm' | Anži-Arena |

| Perm' 5 dicembre 2016 17ª giornata | Amkar Perm' | 3 – 0 referto | Gazovik Orenburg | Stadio Zvezda |

| Ekaterinburg 5 marzo 2017 18ª giornata | Ural | 1 – 0 referto | Amkar Perm' | SKB-Bank Arena |

| Perm' 12 marzo 2017 19ª giornata | Amkar Perm' | 1 – 0 referto | Zenit San Pietroburgo | Stadio Zvezda |

| Tomsk 18 marzo 2017 20ª giornata | Tom' Tomsk | 1 – 0 referto | Amkar Perm' | Trud Stadium |

| Perm' 2 aprile 2017 21ª giornata | Amkar Perm' | 1 – 1 referto | Terek Groznyj | Stadio Zvezda |

| Samara 8 aprile 2017 22ª giornata | Kryl'ja Sovetov Samara | 2 – 2 referto | Amkar Perm' | Stadio Metallurg (Samara) |

| Perm' 15 aprile 2017 23ª giornata | Amkar Perm' | 1 – 1 referto | Ufa | Stadio Zvezda |

| Mosca 22 aprile 2017 24ª giornata | Lokomotiv Mosca | 3 – 3 referto | Amkar Perm' | RZD Arena |

| Perm' 27 aprile 2017 25ª giornata | Amkar Perm' | 0 – 2 referto | Krasnodar | Stadio Zvezda |

| Rostov sul Don 30 aprile 2017 26ª giornata | Rostov | 1 – 0 referto | Amkar Perm' | Stadio Olimp-2 |

| Perm' 6 maggio 2017 27ª giornata | Amkar Perm' | 0 – 2 referto | CSKA Mosca | Stadio Zvezda |

| Perm' 13 maggio 2017 28ª giornata | Amkar Perm' | 0 – 1 referto | Spartak Mosca | Stadio Zvezda |

| Tula 17 maggio 2017 29ª giornata | Arsenal Tula | 0 – 0 referto | Amkar Perm' | Stadio Arsenal |

| Perm' 21 maggio 2017 30ª giornata | Amkar Perm' | 1 – 2 referto | Rubin | Stadio Zvezda |

### Coppa di Russia
| Ul'janovsk 21 settembre 2016 Sedicesimi di finale | Volga Ul'janovsk     | 0 – 0 (d.t.s.) referto | Amkar Perm' | Start Stadion |
| \| \| \| \| \| \| Tiri di rigore 3 – 4 \| \|      |                      |                        |             |               |
|                                                   |                      |                        |             |               |
|                                                   | Tiri di rigore 3 – 4 |                        |             |               |

| Perm' 26 ottobre 2016 Ottavi di finale       | Amkar Perm'          | 1 – 1 (d.t.s.) referto | Ural | Stadio Zvezda |
| \| \| \| \| \| \| Tiri di rigore 5 – 3 \| \| |                      |                        |      |               |
|                                              |                      |                        |      |               |
|                                              | Tiri di rigore 5 – 3 |                        |      |               |